# Topplastigkeit
Ein Schiff nennt man topplastig, wenn es eine unzureichende Stabilität durch einen zu hohen Schwerpunkt besitzt. Der Begriff leitet sich von dem Begriff Topp für die Mastspitze ab. Ein topplastiges Schiff neigt zu starker Krängung durch ungleich verteiltes Gewicht oder starken Seitenwind. Ist es ausschließlich formstabil und nicht gewichtsstabil, droht es zu kentern.
Prominentestes Beispiel für ein zu topplastiges Schiff ist die Vasa, die 1628 bei ihrer Jungfernfahrt vor den Augen der Stockholmer Bevölkerung sank, als sie durch eine Bö auf die Seite gedrückt wurde und durch die offenen (und zu niedrig angebrachten) Kanonenluken zu viel Wasser in das Schiff strömte. Das neue Schlachtschiff war zu topplastig, da es über zwei Kanonendecks verfügte. Nach einer Legende habe das Schiff auf besonderen Wunsch des Königs Gustav II. Adolf dieses zusätzliche Kanonendeck erhalten, in historischen Quellen finden sich für diese These allerdings keine Belege. Auch die zahlreichen archäologischen Untersuchungen am Wrack der Vasa ergaben keine Evidenz für Modifikationen nach Baubeginn.
Ein weiteres Beispiel ist der Untergang der Principessa Jolanda direkt nach dem Stapellauf. Durch die noch leeren Lagerräume und Kohlebunker bei dem bereits voll eingerichteten Schiff bekam dieses nach dem Stapellauf auf Grund der dadurch bedingten Topplastigkeit Schlagseite und sank.